# Jean Arlaud
Jean Arlaud (1896-1938) foi um médico e alpinista francês que tomou parte na primeira expedição  francesa ao Himalaia em 1936, no Karakoram, a qual foi chefiada por Raymond Leininger. Foi como médico que tomou parte nessa expedição, e tal como os outros membros, é um figurante activo no filme Karakoram filmado por Marcel Ichac durante a expedição.
Grande amante dos Pirenéus, muito contribuiu para o seu conhecimento e reconhecimento como local de escalada.